# Iatrochimie
L’iatrochimie  (mot dérivé du grec ιατρός, iatrós, « médecin » et χημεία, chemeia, « chimie » pouvant se traduire par médico-fonderie) ou chimiatrie désigne l’école de pensée de Paracelse, célèbre médecin du XVIe siècle. Doctrine empreinte d'hermétisme s'opposant dès ses débuts au galénisme, elle professe une pathologie fondée sur le désaccord entre le corps humain (microcosme) et son environnement (macrocosme). Elle est à l'origine de la pharmacopée chimique, et l'une des sources de la pharmacopée moderne.

## Une réaction à la pathologie galéniste
Au moment où, avec Paracelse, l'iatrochimie fait son apparition, la médecine galéniste est triomphante en Europe. Cette doctrine reprend à son compte la Théorie des humeurs d'Hippocrate, selon laquelle la physiologie humaine s'explique par les propriétés physiques des quatre éléments (air, terre, eau, feu) qui inspirent une statique des quatre « humeurs » du corps humain (fluides corporels) : la bile, le sang, le flegme (ou lymphe) et la « bile noire » (atrabile ou mélancolie). Les proportions variables de ces quatre humeurs dans le corps d'un individu orientent vers l'un des quatre tempéraments : les colériques, les sanguins, les flegmatiques (lymphatiques) et les atrabilaires (ou mélancoliques). Pour Hippocrate et Galien, la maladie résulte du déséquilibre entre tous ces éléments : ainsi, dans un corps sain, la bile, humeur sèche et chaude, combat l'excès de flegme, fluide humide et froid, etc. Autrement dit, la maladie vient d'un déséquilibre interne au corps du patient. Pour combattre ce déséquilibre, le médecin peut intervenir de différentes façons : soit en conseillant au malade de se tenir au chaud (pour combattre l'excès d'humeurs « froides »), soit en buvant régulièrement (pour combattre l'excès d'humeurs sèches), soit en extrayant plus ou moins brutalement les humeurs réputées excédentaires par saignée, vomissement, purgatifs, etc.

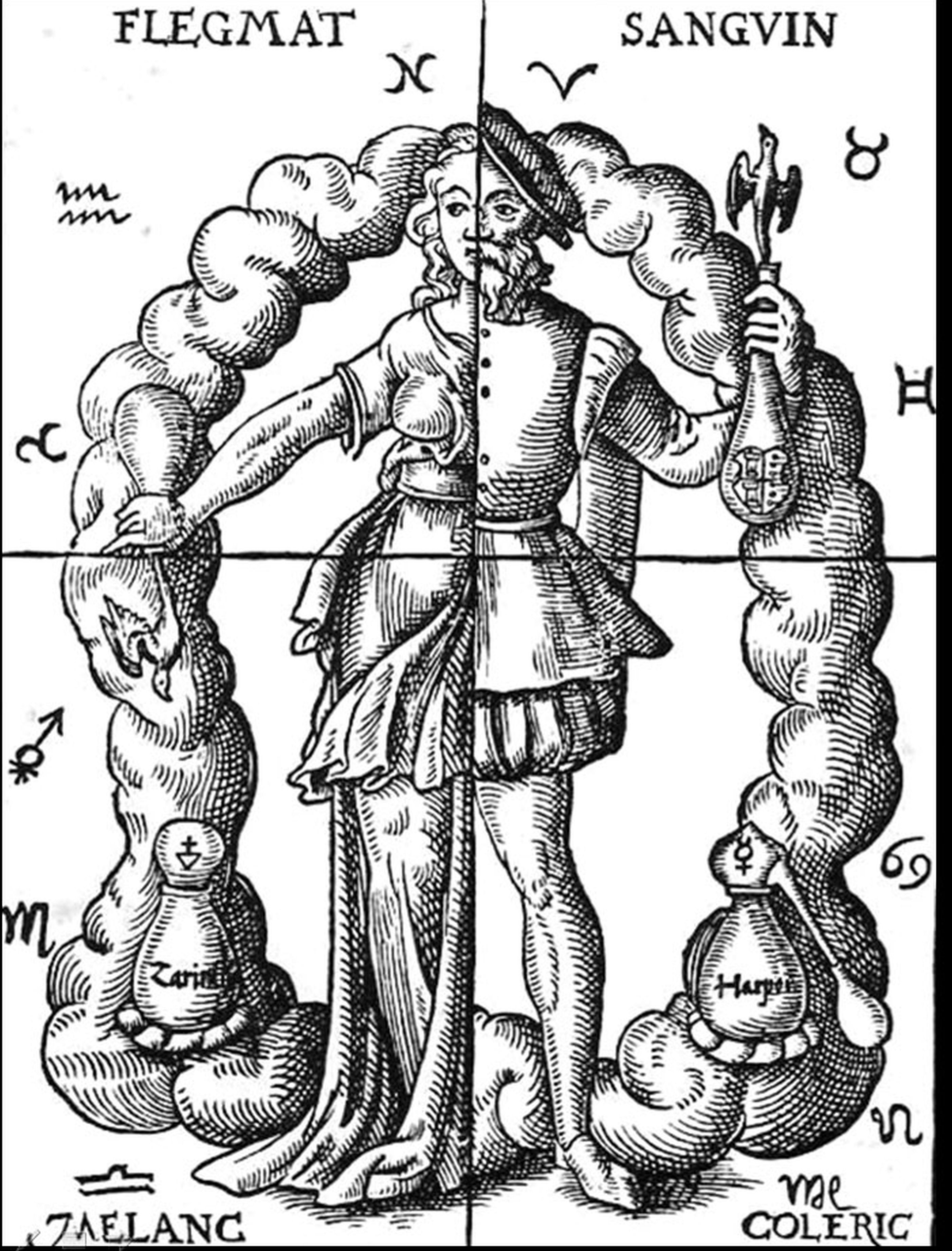
Les quatre humeurs (planche de la Quinta Essentia de Thurneysser).

À ce point de vue holistique, Paracelse va opposer une analyse réductionniste. Ce médecin alchimiste a consacré sa vie à la recherche des liens entre les maladies et les médicaments employés pour les soigner. Cela l'a amené à énoncer un principe de correspondance entre le microcosme (c'est-à-dire le corps humain) et le macrocosme (l'univers extérieur au corps humain). Microcosme et macrocosme étant constitués des mêmes éléments matériels, la maladie apparaît, selon Paracelse, lorsqu'un élément minéral excite l'élément qui lui correspond dans le corps ; il y a alors inflammation, qui est le symptôme de la maladie. Sur cette base, le traitement consiste à tirer du minéral incriminé un remède et à l'administrer au patient. La préparation du remède (généralement à base d'un métal) reposait sur l'alchimie, aussi appelée spagyrie par Paracelse.
Cette doctrine ne parvint pas à s'imposer, notamment parce que les écrits de Paracelse restaient muets sur la relation entre une maladie et ses causes minérales.

## La maturité: Van Helmont et l'iatrochimie
Jean Baptiste van Helmont (1577–1644), qui chercha à éprouver cette théorie, se heurta à la même difficulté. Si les remèdes de Paracelse sont efficaces et continuent d'être employés, il n'en va pas de même de ses théories.
Les expériences de Van Helmont sont en tout cas à la racine de l'émergence de l'école des iatrochimistes (XVIe - XVIIe siècle), dont les principaux représentants sont le Néerlandais Franciscus Sylvius (1614–1672) et l'Anglais Thomas Willis (1621–1675). Ils ont reformulé l'enseignement de Galien des « contraires » avec la terminologie chimique d’« acides » et « alcalis » et ont tenté d'expliquer la physiologie et la pathogenèse au moyen de l'opposition entre ces contraires.
La création des premières chaires universitaires d’iatrochimie dans les universités allemandes remonte au XVIIe siècle :
- 1609 : Johannes Hartmann (en) est appelé à occuper la chaire de chymiatrie à l’Université de Marbourg.
- 21 février 1641 : Werner Rolfinck est nommé professeur d’iatrochimie à l’Université d'Iéna.

Les principaux représentants de l’iatrochimie furent van Helmont, Martin Ruland l'Ancien (en), Ruland le Jeune (en) et Otto Tachenius. Au cours du XVIIe siècle, Sylvius régénéra l’iatrochimie sur des bases rationnelles.
Les apports de la chimie à la médecine, et même à la pharmacopée, ne furent élucidés qu'au XVIIIe siècle. En 1750, c'est contre l'avis des professeurs de la faculté de médecine que les recteurs firent ouvrir une chaire de chimie (confiée à Johan Gottschalk Wallerius) à la Faculté de philosophie de l’université suédoise d’Uppsala. Des considérations économiques présidaient à cette innovation : l'exploitation scientifique des mines promettait des bénéfices accrus.
En médecine, l’iatrochimie finit par marquer le pas devant les progrès de la médecine expérimentale dont Herman Boerhaave, Friedrich Hoffmann et Thomas Sydenham furent les principaux pionniers.